# Pierre Boda
Pierre Boda, noto anche con il soprannome Bopies (Camperdown, 15 luglio 1993), è un ex pattinatore di short track australiano.

## Biografia
Vive a Melbourne ed ha studiato finanza alla Charles Sturt University. Ha iniziato a praticare lo short track nel 1999 a Sydney.
La sua società sportiva è stata l'Olympic Southern Flyers ed è stato allenato da Lachlan Hay. 
Ha rappresentato l'Australia ai Giochi olimpici di Soči 2014, dove si è classificato trentesimo nei 500 metri.
Ha partecipato ai Giochi asiatici invernali di Sapporo 2017 gareggiando nei 1000 metri, nei 1500 metri e nella staffetta 5000 metri.